# Walter Preston
Walter Preston (* 18. Juli 1819 in Abingdon, Virginia; † November 1867 ebenda) war ein US-amerikanischer Jurist und Plantagenbesitzer sowie ein konföderierter Politiker. William B. Preston war sein Cousin.

## Werdegang
Walter Preston wurde ungefähr vier Jahre nach dem Ende des Britisch-Amerikanischen Krieges im Washington County geboren. Über seine Jugendjahre ist nichts bekannt. Preston graduierte 1839 an der Princeton University und 1842 an der Harvard University. Er studierte Jura und begann nach dem Erhalt seiner Zulassung als Anwalt zu praktizieren. Seine Studienjahre waren von der Wirtschaftskrise von 1837 überschattet und die Folgejahre vom Mexikanisch-Amerikanischen Krieg. Preston zog nach Arkansas, kehrte aber nach kurzer Zeit wieder zurück. Er verfolgte auch eine politische Laufbahn. 1857 kandidierte er für das Amt des Attorney General von Virginia. Nach der Sezession seines Heimatstaates vertrat er diesen zuerst im provisorischen und dann im ersten Konföderiertenkongress. Er verstarb ungefähr zwei Jahre nach dem Ende des Bürgerkrieges.

## Familie
Walter Preston war mit Agatha Garnett Peyton aus Roanoke (Virginia) verheiratet. Das Paar hatte vier gemeinsame Kinder: Elizabeth Arthur, Ellen, Walter Montgomery und Susan Madison.